# Jean-François Bovard
Jean-François Bovard (* 3. April 1948 in Lausanne; † 4. November 2003) war ein Schweizer Musiker (Posaune, Komposition), der sowohl in den Bereichen der Klassik und des Jazz als auch der Neuen Improvisationsmusik hervorgetreten ist.

## Leben und Wirken
Bovard begann mit acht Jahren mit dem Trompetenspiel. Mit 14 Jahren wechselte er zur Posaune und erhielt klassischen Unterricht auf dem  Conservatoire de Lausanne. 1968 wurde er Mitglied im Orchestre de chambre de Lausanne; er arbeitete sowohl im Bläserquartett Quatour Saint-Jean als auch in der Roby Seidel Bigband und begleitete Pascal Auberson.
1981 gründete Bovard gemeinsam mit Daniel Bourquin, Léon Francioli und Olivier Clerc das Improvisations-Quartett BBFC, das in den nächsten Jahren bei zahlreichen Jazzfestivals in der Schweiz und Europa auftrat und mehrere Alben vorlegte. 1990 holte ihn der Kontrabassist Popol Lavanchy in sein Quintette Popolien. Ab 1993 war er mit der Compagnie d'Eustache unterwegs, aus der 1997 das von ihm geleitete grossformatige Bovard Orchestra wurde. Im selben Jahr trat er mit Pascal Auberson und der Big Band de Lausanne beim Montreux Jazz Festival auf (CD Big Bang). 
In den folgenden Jahren arbeitete er zunehmend genreübergreifend als Komponist, auch für Blasorchester und Sinfonieorchester. Weiter schrieb er für die Compagnie Jost Meier & Michel Hostettler (Fête des Vignerons 1999). Auch komponierte er das Oratorium Echo d'Eole für gemischten Chor und Orchester zu einem Text von Pierre Louis Péclat. 2002 beauftragte ihn die Expo.02 mit einer Komposition zur Eröffnungsfeier. 
1985 und 2001 erhielt Bovard Preise der Fondation vaudoise pour la promotion et la création artistiques, zunächst den Förderpreis, dann den Grand Prix. Er starb an den Folgen einer Krebserkrankung.

## Diskographische Hinweise
- BBFC Montreux 18 Juillet 1987 (Plainisphare 1987)
- Jean-François Bovard & la Compagnie d'Eustache Voyage a l'intérieur d'une trompe (Plainisphare 1992)
- Flibuste (Unit Records 1995)